# Retizós
Retizós o Santa María Magdalena de Retizós (llamada oficialmente Santa María Madanela de Retizós) es una parroquia y una aldea española del municipio de Baleira, en la provincia de Lugo, Galicia.

## Organización territorial
La parroquia está formada por cuatro entidades de población:

### Entidades de población
Entidades de población que forman parte de la parroquia:
- A Muíña
- Retizós
- San Romao

### Despoblado
Despoblado que forma parte de la parroquia:
- Alledo (O Alledo)

## Demografía

### Parroquia
| Gráfica de evolución demográfica de Retizós (parroquia) entre 2000 y 2019 |
|                                                                           |
| Datos según el nomenclátor publicado por el INE.                          |

### Aldea
| Gráfica de evolución demográfica de Retizós (aldea) entre 2000 y 2019 |
|                                                                       |
| Datos según el nomenclátor publicado por el INE.                      |